# Josette Amiel
Josette Amiel (Vanves, 19 novembre 1930) è una ballerina e coreografa francese.

## Biografia
Dopo gli studi al Conservatoire national supérieur de musique et de danse de Paris con Jeanne Schwarz e Volinine, debuttò all'Opéra Comique e nel 1952 approdò all'Opéra di Parigi, dove si impose sulla scena sia come prima ballerina che come étoile, affiancata spesso a Claude Bessy. La troviamo ne La belle Hélène, ne Il lago dei cigni nella versione di Vladimir Bourmeister e nella Petite Symphonie di Charles Gounod nella versione di George Balanchine. Si esibì nei maggiori teatri del mondo come l'Opera di Roma, il Balletto Reale Danese, il Chicago Opera Ballet di Ruth Page e il Bayerische Staatsoper.
Per la televisione statunitense comparve in alcuni balletti trasmessi dalla HBO come Il malato immaginario musicato da Marc-Antoine Charpentier e Platée di Jean-Philippe Rameau, mentre per la televisione danese apparve in La Leçon e in Le jeune homme à marier di Eugène Ionesco. Tra gli altri balletti ricordiamo Giselle, nel quale si esibì dinanzi alla coppia reale danese in visita al Museo del Louvre nel 1965, Chemin de lumiere di Antoine Goléa, l'Infiorata a Genzano in coppia con Flemming Flindt e La signora dalle camelie di Henri Sauguet.